# Henry d'Anty
 (octobre 2017).
Si vous disposez d'ouvrages ou d'articles de référence ou si vous connaissez des sites web de qualité traitant du thème abordé ici, merci de compléter l'article en donnant les références utiles à sa vérifiabilité et en les liant à la section « Notes et références ».
Henry d'Anty, est un peintre français né Maurice Henry le 8 septembre 1910 dans le quartier de Belleville à Paris, fils de Léon Henry et de Élise Maisonnave, et mort le 4 décembre 1998 à Villejuif.

## Biographie
Durant la guerre de 1914-1918, son père est mobilisé comme infirmier. Pendant ce temps, avec sa mère, ils se réfugient à Saint-Cast où il est élevé avec une certaine liberté par sa grand-mère Maisonnave. Après l'école maternelle, l'école primaire et le cours complémentaire à Saint-Maurice, il suit les cours de l'école supérieure de commerce de Paris pendant deux ans.[réf. nécessaire]
Dès son jeune âge, il est attiré par le dessin. Il consacre ses moments de liberté au crayonnage, inspiré par les paysages environnants. Après avoir reçu son diplôme de fin d'études, il commence à travailler avec son père comme représentant de commerce, mais il se lève très tôt le matin afin de dessiner avant de partir pour le travail. Il dessine et peint sur des cartons, des toiles et sur tout ce qu'il trouve et peut lui servir de support.[réf. nécessaire]
En 1934, il épouse Nelly Blondel. Ce mariage s'inscrit dans l'univers de la peinture, car la jeune femme est elle-même peintre. Trois enfants naissent de cette union : Liliane, Jean-Pierre et Nicole. Entre-temps, la guerre sépare le jeune couple. Henry d'Anty est mobilisé en 1939 et affecté dans une unité sanitaire. La famille se disperse. La grand-mère, Élise Henry, emmène les enfants à Escos Labastide. Henry d'Anty sera prisonnier à Berck en 1940. Il s'évade en 1942 et au retour à la vie civile, il divorce.[réf. nécessaire]
Henry d'Anty fait ses études artistiques à l'académie Julian et développe beaucoup d'affinités avec les artistes de l'Académie de la Grande Chaumière. Sa palette est haute en couleur. Elle est dominée par un puissant rouge rubis auquel il allie généralement l'ocre et le bleu. D'Anty peint de larges empâtements qui se superposent les uns aux autres et saturent la toile par leur intensité lumineuse. Ensuite, il cerne les formes essentielles du tableau en les soulignant, çà et là, par des touches noires. La matière, la brillance et le choix des coloris dans ses peintures font penser à l'émail.
D'Anty peint des scènes de la vie rurale, des fêtes champêtres et des natures mortes. Il s'inspire de la Bretagne, du Béarn et du nord de la France dans ses paysages malgré une vie montmartroise inspirante. 
Les fiches du Petit Palais démontrent que ses œuvres ont été exposées dans de nombreuses galeries et musées, ainsi que dans les principaux salons français.[réf. nécessaire]
De nombreux critiques tels que Guy Bataille, Jean Chabanon, Paul Reboux  et André Warnod s'intéressèrent à son œuvre.  Son nom figure dans le Bénézit et Pierre Morgane lui consacre un livre qui parut en 1962 aux Éditions Maubert.[réf. nécessaire]
Les œuvres de d'Anty se trouvent entre autres au Musée Toulouse-Lautrec à Albi, au Musée national des beaux-arts du Québec, au Chrysler Museum of Art (USA), ainsi que dans les musées de Varsovie et de Barcelone.

## Expositions
- 1948 : Atelier du peintre (Paris)
- 1949 : Galerie de l'Équipe Montmartre (France)
- 1950 : Galerie Lebar (France)
- 1952-53 : Galerie Lebar (France)
- 1953 : Galerie de la Maison des Beaux-Arts (Paris, France)
- 1954 : Galerie de l'Institut (Paris, France)
- 1955 : Atelier Guillet (France)
- 1956 : Galerie Clio (Nice)
- 1957 : Galerie Mourgue (Paris, France)
- 1958 : Galerie Schneider (Paris, France)
- 1958 : Caves de la Tour Eiffel (Paris, France)
- 1959 : Galerie Scala Nebli (Madrid, Espagne)
- 1959 : Galerie Walter Klinkoff (Montréal, Canada)
- 1960 : Musée de l'Athénée (Genève)
- 1960 : Galerie Stoliar (Cannes)
- 1961 : Galerie Cadror (Berne, Suisse)
- 1962 : Dickson Galley (Washington, États-Unis)
- 1963 : Galerie Welter (Paris, France)
- 1965 : Galerie Cardo-Matignon (Paris, France)
- 1965 : Galerie Fiap (France)
- 1965 : Galerie Charpentierre (France)
- 1965 : Galerie Kamror (Berne, Suisse)
- 1965 : Galerie Caracas (France)
- 1970 : Galerie Cardo-Matignon (Paris, France)
- 1976 : Galerie Spilliaert (Lille, France)
- 1978 : Galerie Lutèce (Paris, France)
- 1978 : Galerie Kar (Toronto, Canada)
- 1978 : Galerie Bernard-Desroches (Montréal, Canada)
- 1978 : Rosart Ltée (New York, États-Unis)
- 1978-80 : Rosart Ltée (Québec, Canada)
- 1979-80 : Galerie Colbert Ltée (Montréal, Canada)
- 1979-80 : Galerie Spilliaert (Le Touquet, France)
- 1980-82 : Peintre témoins de leur temps, Musée du Luxembourg
- 1981 : Rosart Ltée (Québec, Canada)
- 1981 : Galerie Guillet (Paris, France)
- 1982 : Galerie Spilliaert (Lille, Le Touquet, France)
- 1982 : Société Richard (Paris, France)
- 1982 : Peintre témoins de leur temps, Musée Galliéra (Paris, France)
- 1983 : Rosart Ltée (New York, États-Unis)
- 1983 : Salon national des galeries d'art (Montréal, Canada)
- 1983 : Galerie Old and Modern Master (Miami, Floride, États-Unis)
- 1983 : Galerie de France (Carmel, Californie, États-Unis)
- 1983 : Peintre témoins de leurs temps, Musée Galliéra (Paris, France)
- 1984 : Galerie Spilliaert (Lille, Amiens, Le Touquet, France)
- 1984 : Prix de la peinture et sculpture Ida Wingerter (Médaille d'argent de la ville de Nancy)
- 1984 : Musée Le Petit Palais (Genève)
- 1984 : Grand prix international de peinture de la Côte d'Azur (Invité d'honneur)
- 1985 : Grand prix international de peinture Les 7 Cols de Rome (Invité d'honneur)
- 1985 : Galerie Aktuaryus (Strasbourg)
- 1985 : Galerie Spilliaert (Le Touquet], France)
- 1985 : Manoir de Villareaux (Choisy, Val-d'Oise, France)
- 1985 : Salon Art Vivant (Invité d'honneur)
- 1985 : Prix international de peinture et de sculpture de la ville de Vittel (Diplôme d'honneur avec mention)
- 1985 : Exposition itinérante à travers les provinces de l'Est et centres culturels (Canada)
- 1986 : Mairie de Charenton-le-Pont, Hommage à d'Anty (France)
- 1986 : Emberly Gallery (Halifax, Canada)
- 1987 : Galerie Amann (Palm Beach, Floride, États-Unis)
- 1987 : Galerie Place des Arts (Coconut Grove, Miami, Floride] États-Unis)
- 1988 : Exposition Préfecture de Val-de-Marne (France)
- 1988 : Galerie Place des Arts (Coconut Grove, Miami, États-Unis)

## Musées et récompenses
- 1952 : Musée de Beaumont (Texas, États-Unis)
- 1953-54 : Musée de Saint-Omer (Pas-de-Calais, France)
- 1955 : Médaille d'argent Arts-Sciences-Lettres
- 1956 : Toile acquise par l'État pour les Musées nationaux
- 1957 : Grand prix international de Vichy
- 1958 : Grand prix international de Cannes
- 1958 : Médaille d'argent de la ville de Paris
- 1958 : Musée du Québec (Canada)
- 1958 : Chrysler Museum of Art (Provincetown, Massachusetts, États-Unis)
- 1959 : Musée de Varsovie
- 1959 : Musée de Sarrebruck
- 1959 : Le Grand Prix Cézanne
- 1960 : Médaille d'argent du département de la Seine
- 1961 :  Chevalier de l'ordre des Palmes académiques
- 1961 : Grand Prix du Pays basque
- 1962 : Prix de Mauléon
- 1963 : Musée de Nevers
- 1964 : Musée de Riom
- 1966 : Grand Prix Arnaga
- 1966 : Musée de Barcelone
- 1970 : Musée Toulouse-Lautrec, Albi
- 1970 : Exposition d'art française, Takashimaya Japon (Tokyo, Kyoto, Osaka, Yokohama)
- 1971 : Médaille de Vermeil de la ville de Paris
- 1972 : Salon de Lamalou-les-Bains
- 1973 : Musée de Montmartre
- 1973 : Prix Popiliste
- 1973 : Salon de Béziers
- 1975 : Médaille de la ville de Saint-Paul-de-Vence
- 1980 : Toiles acquise par l'État pour les Musées Nationaux
- 1982-83 : Musée Galliéra
- 1983 : Musée de Montbard Bourgogne
- 1983 : Médaille d'honneur de la ville de Montbard
- 1984 : Médaille d'argent de la ville de Nancy
- 1985 : Prix internationaux et diplôme d'honneur de la peinture et de la sculpture de la ville de Vittel
- 1985 : Auspice d'honneur du Centro Internationale di Cultur (Rome, Italie)
- 1986 : Médaille d'or de la ville de Charenton
- 1986 : Exposition sous la présidence du ministre de la culture et de la communication française
- 1987 : Proposé à la Légion d'honneur par le préfet du Val-de-Marne (France)